# Glenda Lappan
Glenda T. Lappan (née en 1939) est une mathématicienne américaine, professeure émérite de mathématiques à l'université d'État du Michigan. Elle est connue pour son travail dans l'enseignement des mathématiques et en particulier pour le développement du programme largement utilisé de Connected Mathematics (en) pour les mathématiques au collège aux États-Unis.  

## Éducation et carrière
Lappan a grandi en tant qu'enfant unique dans une ferme du sud de la Géorgie. Elle a fait ses études de premier cycle à l'université de Mercer, diplômée en 1961, et a enseigné au niveau secondaire en Géorgie avant de terminer un doctorat à l'université de Géorgie en 1965. Elle a enseigné à l'État du Michigan pendant 50 ans, de 1965 jusqu'à sa retraite en 2015. 
De 1986 à 1991, Lappan a dirigé la partie collège d'un projet du Conseil national des enseignants de mathématiques (en) visant à établir des programmes et des normes d'évaluation pour les mathématiques. À la suite de ce travail, elle a commencé le projet de mathématiques connectées, initialement envisagé comme un effort de cinq ans pour mettre en œuvre les normes NCTM. Elle a été présidente du NCTM de 1998 à 2000, puis présidente du Conseil de l'enseignement des sciences mathématiques de l'Académie nationale des sciences.  

## Prix et distinctions
En 1996, l'Association for Women in Mathematics lui a décerné son prix Louise Hay. Elle a été nommée professeur émérite universitaire à l'État du Michigan en 1998. En 2002, le projet Connected Mathematics a doté la Chaire Lappan-Phillips-Fitzgerald Endowed in Mathematics Education de l'État du Michigan, du nom de Lappan et des deux autres fondateurs du projet,. Le Conseil national des enseignants de mathématiques (en) lui a décerné un prix pour l'ensemble de ses réalisations en 2004. En 2008, elle et Elizabeth Phillips ont partagé le prix d'excellence en conception pédagogique de la Société internationale de design et de développement en éducation (en) pour leur travail sur Connected Mathematics (en). Elle a été intronisée au Temple de la renommée des femmes du Michigan en 2009.

## Publications
- Glenda Lappan, E. D. Phillips, J. T. Fey (2007). The case of Connected Mathematics. In C. R. Hirsch (Ed.), Perspectives on the design and development of school mathematics curricula (pp. 67-79). Reston, VA: National Council of Teachers of Mathematics.
- (en) G. Lappan et E. Phillips, « A designer speaks: Glenda Lappan and Elizabeth Phillips », Educational Designer, Journal of the International Society for Design and Development in Education, vol. 1, no 3,‎ 2009, p. 1–19 (lire en ligne).